# Melitzanosalata
Melitzanosalata (griechisch μελιτζανοσαλάτα, Aussprache [mɛlidzanɔsaˈlata], Auberginensalat) ist eine Vorspeise der griechischen Küche, die aus Auberginen hergestellt wird. Diese verleihen ihr eine typisch braun-goldene Farbe.
Die im Ofen gebratenen Auberginen werden ohne Haut und Kerne kleingeschnitten und mit zerdrücktem Knoblauch zu einem Püree verarbeitet. Olivenöl und Weinessig oder Zitronensaft werden unter ständigem Rühren hinzugefügt und fein gehackte Petersilie eingearbeitet.
Varianten kennen auch die Zugabe (in beliebiger Zusammensetzung) von geriebener Zwiebel, süßem, rotem Paprika oder Walnüssen. Eine weitere wichtige Variante ist das Flämmen der Auberginen über einer offenen Flamme anstelle des Backens im Ofen, was dem Salat einen rauchigen Geschmack verleiht.
Gewöhnlich wird Melitzanosalata zusammen mit anderen Vorspeisen und Brot serviert.